# Bencs László
Bencs László (Nyíregyháza, 1841. augusztus 4.–Nyíregyháza, 1905. február 2.) dr. jur. 1890-1901 között Nyíregyháza polgármestere.
Az evangélikus Bencs János és Chalupka Mária fiaként látta meg a napvilágot. Elemi iskoláit szülővárosában végzi, gimnáziumi évei Lőcséhez, Sopronhoz, Eperjeshez, Debrecenhez kötődnek. A gyakori helyváltoztatásban bizonyára annak is része lehetett, hogy 1859-ben egy ünnepségen Kossuthot éltette, melyért fél évig a pesti Újépület foglya volt. Jogi tanulmányait Eperjesen folytatja, ott nyert ügyvédi oklevelet 1868-ban.
Hazatértét követően, a város megbízásából Bánó József országgyűlési képviselő írnoka lett. Köztisztviselői pályafutása 1869-ben kezdődött.
1885 nyarán agyvérzést kapott Krasznay Gábor polgármester. Bencs László első tanácsnok és Májerszky Béla főjegyző intézkedtek a beteg polgármester helyett. Polgármesterségének utolsó éveiben, betegsége idején Bencs László volt a helyettese, igen aktív szervező, nagy tudású vezető volt, akit az „építő-békítő” Krasznay Gábor 1890. szeptember 27-i halála után egyhangúlag polgármesterré is választottak.
Tanácsnokként maga is javasolta a lovassági laktanya építését. 1889-ben kezdeményezi a Kossuth Alapítvány létrehozását, melynek kamataiból a Kossuth Gimnázium végzős osztályából a történelemből kiváló előmenetelt nyújtó diákot jutalmazták, minden év március 15-én.
1888-ban, a városi tanácsos Bencs Lászlónak a földművelésügyi miniszter „(…) azon példás tevékenységért, melyet az országos lótenyésztés emelése érdekében a lótenyésztő közönségnek ezen ügy iránt felvilágositása és buzditása által kifejtett (…)”, elismerését nyilvánította.
1891. november 1-én veszi birtokába az ezer huszárt és ugyanannyi lovat befogadó kaszárnyát a 14. cs. és kir. huszárezred. Polgármestersége alatt épült fel az evangélikus elemi iskola, a vármegyeháza, a kaszinó, a színház. Ez utóbbit – miután az alapító részvénytársaság nem tudja törleszteni az építéséért felvett kölcsönt – a színház megvételével megbízott bizottság elnökeként 1898-ban a város közösségi tulajdonába veszi át.
1895-ben felépült a Barzó és Vojtovits építőpáros által emelt kéttornyú, görög katolikus templom, valamint az Alpár Ignác tervezte Korona Szálló is.
Az 1896-os millenniumi ünnepségek helyi szervezésében kifejtett tevékenységéért I. Ferenc József király legfelsőbb elismerését fejezte ki Bencs Lászlónak.
1901-ben lemondott polgármesteri tisztéről, mivel haláláig Nyíregyháza ellenzéki, függetlenségpárti országgyűlési képviselője volt. Betegsége azonban nem teszi lehetővé, hogy e téren is gyümölcsöző tevékenységet fejtsen ki.
Életművét így foglalták össze a nyíregyházi történetírók:
 Egész város népét magához ölelni tudó nagy szív, az apa jóságos szigora és a gyermek bizakodó szeretete ívelték magasra azt a pályát, melyet a mult század három utolsó évtizedének lázas munkája rajzolt ki. Nagy emberek néha belefulnak a meg nem értés közönyébe, alkotó kedvű polgárság vállán felemelkedik néha a kishitü is de történelmi hirre csak valóban nagy lélek juthat, aki nevelni tud magának közönséget.
Családi tradiciók füzték Nyiregyházához; porlepte régi irások mutatják, hogy ősei itt éltek már az ujjászületés előtt is. Lelkébe oltották azoknak aggódó féltését, akik látták elhamvadni a családi tűzhelyek évszázados parázsát.
Majdnem közkatonasorban kezdi, hogy az engedelmesség erényét ismerje később, mikor parancsolni fog. A város minden lakosát nevéről ismeri, mint jó hadvezér a katonáit. A kis vidéki városban előbb ambiciót kell nevelni, fogékonnyá tenni, nemesre, jóra, szépre. És lassanként kertek tarkitják az utcasorok egyhangu vonalát, a pislogó petróleumlámpát villanykörték váltják fel, gőzfürdőbe járhat a nyiregyházi polgár. Keresztülviszi városát azon a mesgyén, amelytől innen még faluban élünk, tul pedig már a városiasság kényelme és kötelességei várnak reénk. Vendéglőt épittet, melynek nagytermében először ragyognak fel a villanylámpák, mikor magyarruhás alakja díszes báli közönség élén megkezdi az első csárdást. Magyar volt – frakkot sohasem vett magára.
Közkatonasorból igy következnek pályájának állomásai. Rendőrkapitány, tanácsnok, polgármester lesz, nem a szerencse játszi szeszélyéből, de mert első a polgárok között. Egy március 15-én a nagy függetlenségi város benne látja méltó követét az országgyülésen s amit a szónoklás hevében a fehér asztal melletti lelkesedéssel kiált – urát adja a szavazóurnáknál is.
Egyénisége átragad a város polgáraira. Lázas törekvés fűti a nyiregyházi embert, hogy dicsőséget szerezzen magának. Néhány vidéki tűzoltó kalandos utazásra indul Milánó városába, össze akarja mérni erejét a nagyvilággal. Az izmok és a fegyelem versenyre keltek a géppel, a magyar szegénység a duskáló nyugati civilizációval. A Stadion ormára háromszinü zászló repül fel s a távirógépek bizonytalan kopogással röpitik szét a „nyiregyházi” nevet. Ezer esztendővel ezelőtt jártunk mi már Olaszországban s az akkori idők lovagi erénye szerint püspökök palotáiból, templomokból hoztunk haza aranyérmeket, most magunk alá gyűrtük a világot, hogy bársonypárnán nyujtsa felénk.
Ehhez a dicsőséghez vezető utat Bencs Lászlótól tanulta a nyiregyházi ember. Bár nem érte meg, mégis ő volt e kalandozások korának szellemi vezére. Népének apja, városának hű polgára, barátainak igaz barátja volt.
Gyomorrákban hunyt el. 1905. február 4-én temették el az Északi temetőben lévő családi sírkertben.
Nyíregyháza Megyei Jogú Város Önkormányzata „Nyíregyháza városért” – „Bencs László Arany Emlékérem” és „Bencs László Emléklap” kitüntetéssel ismeri el a szakterületükön kimagasló munkát végzettek teljesítményét.
Bencs László nevét Nyíregyházán szakiskola őrzi; a mai Szabadság teret 1928-ban róla nevezték el. Zahorai János festőművész 1905-ben készítette el portréját, amely a városházán látható. Családi házuk helyén ma a városi művelődési központ és a Korzó üzletház áll.
A megyeszékhely jövőbeni fejlődésének meghatározó eleme a Bencs Program, melynek neve Bencs László és a későbbiekben örökébe lépő fia, Bencs Kálmán polgármesterek aktív, nagyhatású városfejlesztési tevékenységét idézi. Veje, Balla (Sztempák) Jenő 1915-1917 között volt nyíregyházi polgármester.